# Haast Pass/Tioripatea
Der Haast Pass/Tioripatea ist ein Pass im Westland District der Region West Coast auf der Südinsel von Neuseeland.

## Namensherkunft
Obwohl der Entdecker und Goldsucher Charles Cameron als der erste Europäer gilt, der den Pass im Jahr 1863 überquerte, wurde der Pass dem Geologen der damaligen Provinz Canterbury, Julius von Haast gewidmet, der kurze Zeit später mit einer vierköpfigen Gruppe den Pass überquerte und weiter bis zur Westküste vorstieß.
Doch der Pass war schon lange zuvor den Māori bekannt und für sie eine wichtige Verbindung zwischen dem zentralen Gebiet von Otago und der westlich davon gelegenen Westküste. Die Māori nannten den Pass Tiori-patea, was so viel bedeutet wie, „der Weg ist frei“.

## Geographie
Der Pass, der mit 562 m Höhe der tiefstgelegene Pass der Neuseeländischen Alpen ist und sein ausgebauter Übergang zugleich der südlichste in Neuseeland darstellt, befindet sich knapp 40 km südöstlich der Westküste, rund 27 km nordnordöstlich des Lake Wānaka und rund 21 km nordnordwestlich des Lake Hāwea. Über den Pass führt der New Zealand State Highway 6, der Wanaka in Otago liegend, mit dem Ort Haast an der Westküste liegend, verbindet. Der nördliche Teil des State Highway folgt vom Pass aus dem Haast River zu Küste hin und passiert auf seinem Weg die einspurige Gates of Haast Bridge, die rund 7,8 km nordnordöstlich des Passes an einer Engstelle den Fluss mit den Stromschnellen Gates of Haast passiert. Rund 4,2 km nordöstlich des Passes sind aus einem Seitental heraus auch die Fantail Falls zu sehen. In südsüdwestlicher bis südwestlicher Richtung vom Pass aus folgt der State Highway dem Makarora River, der später in den Lake Wānaka mündet. Auch auf diesem Weg sind in einem Seitental Wasserfälle zu finden. Die 90 m hohen Stewart Falls können allerdings nur über den Makarora Valley Track erreicht werden.

## Geschichte
1876 bestand zunächst nur ein schmaler Packweg über den Haast Pass/Tioripatea. Während der Great Depression in den 1930er Jahren wurden rund 400 Arbeiter eingestellt, die die erste Straßenverbindung über den Pass herstellen sollten. Doch während des Zweiten Weltkriegs wurden die Arbeiten an der Straße zunächst eingestellt und fehlende Straßenstücke konnten erst im Jahr 1960 fertig erstellt werden.

## Fotos

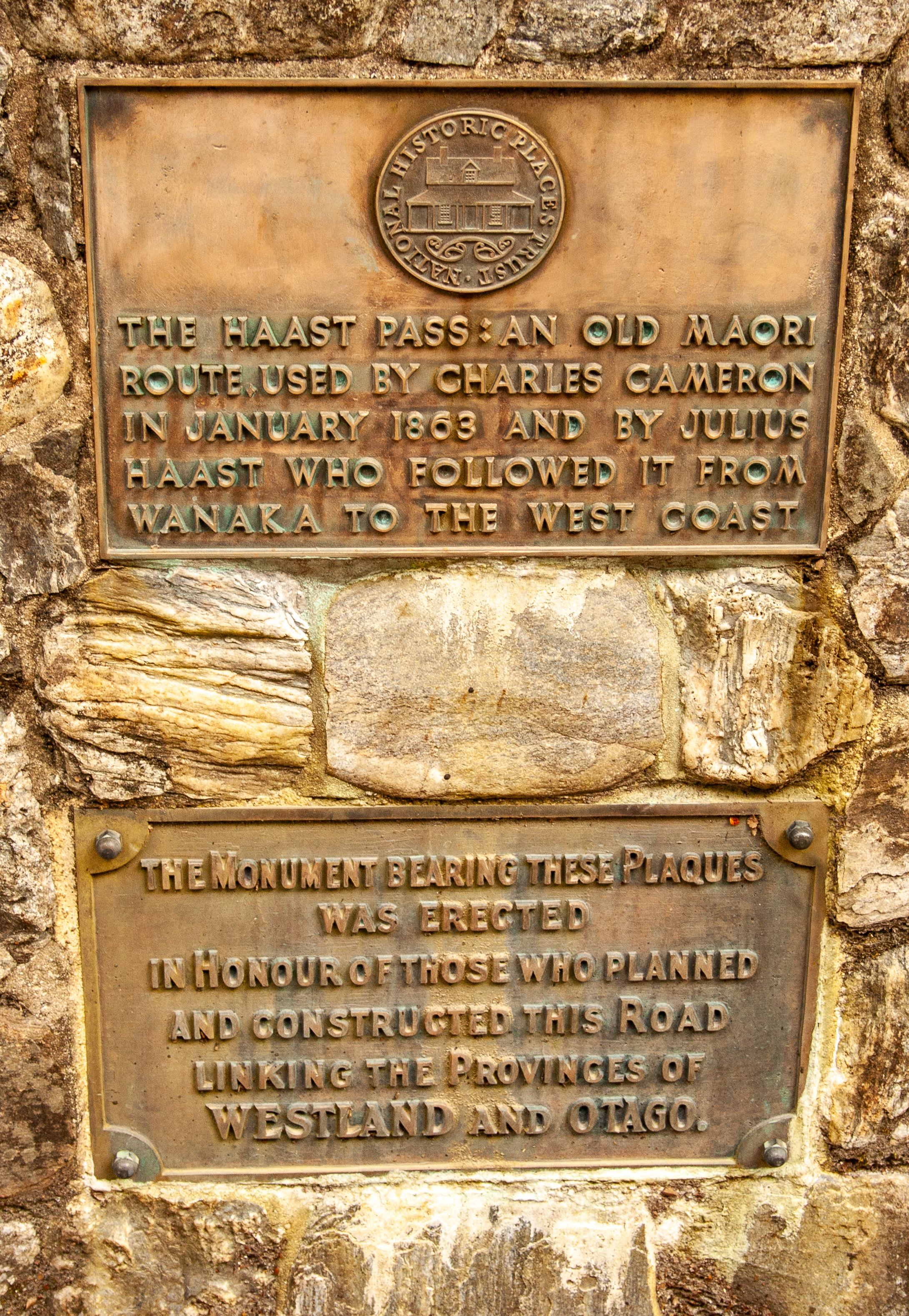
Denkmal am Pass
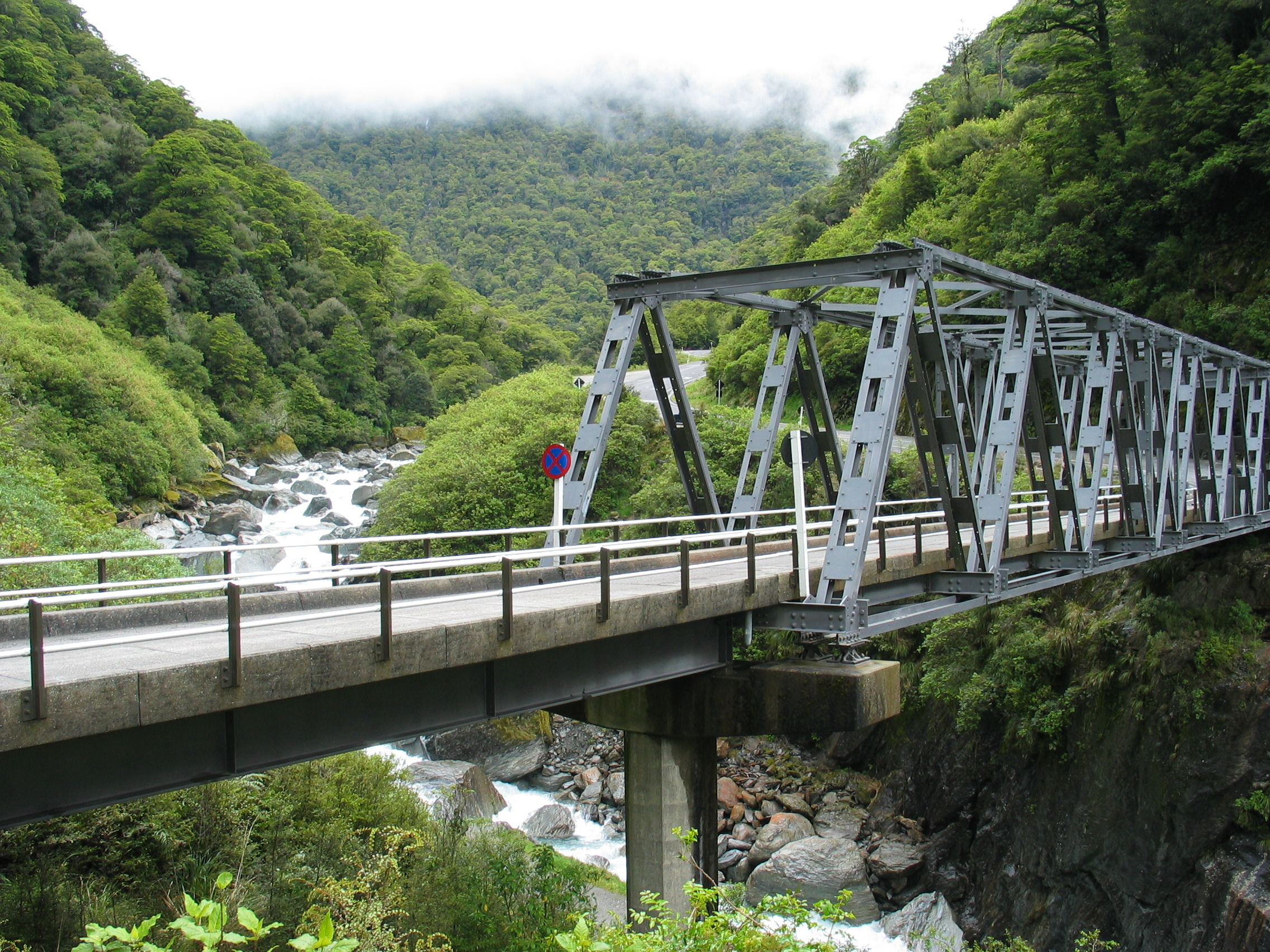
Blick auf den Haast River mit den Stromschnellen Gates of Haast
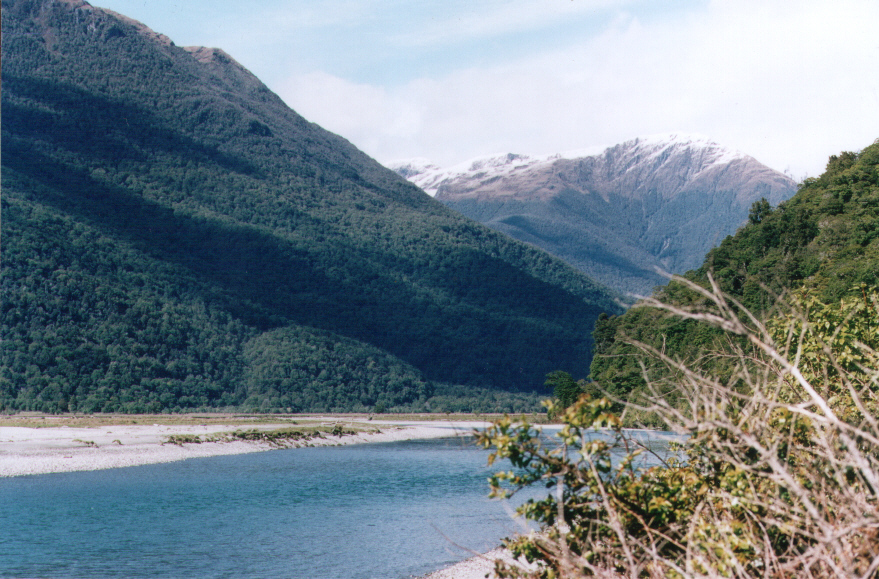
Haast River
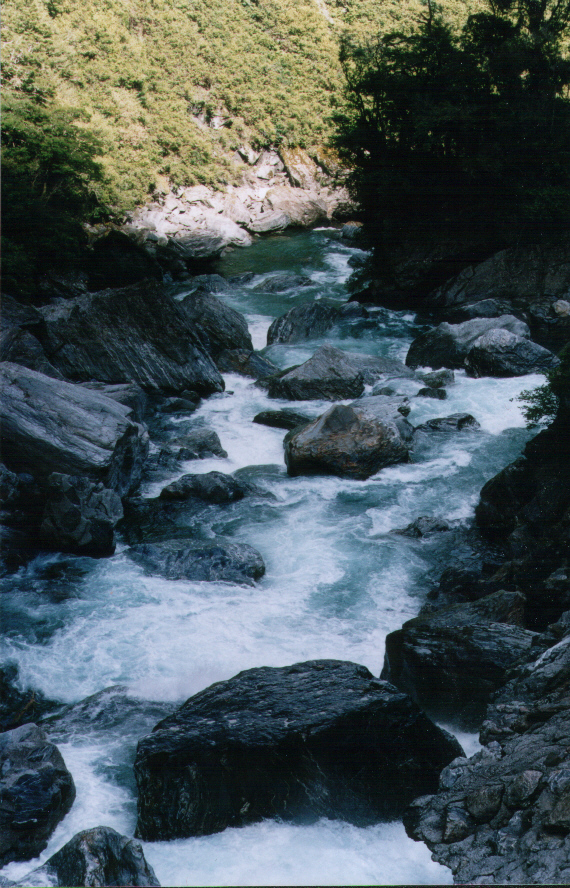
Gates of Haast
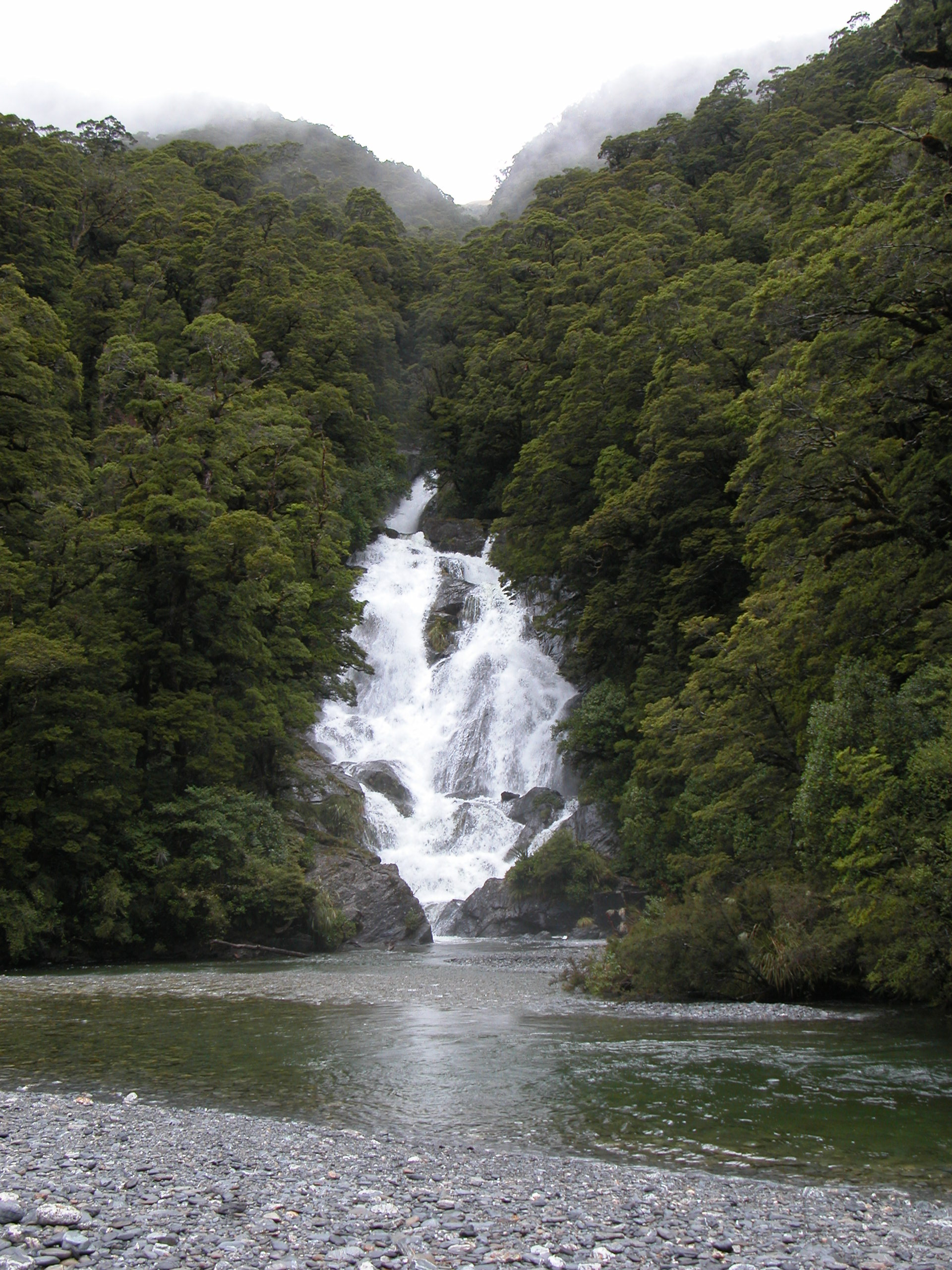
Fantail Falls
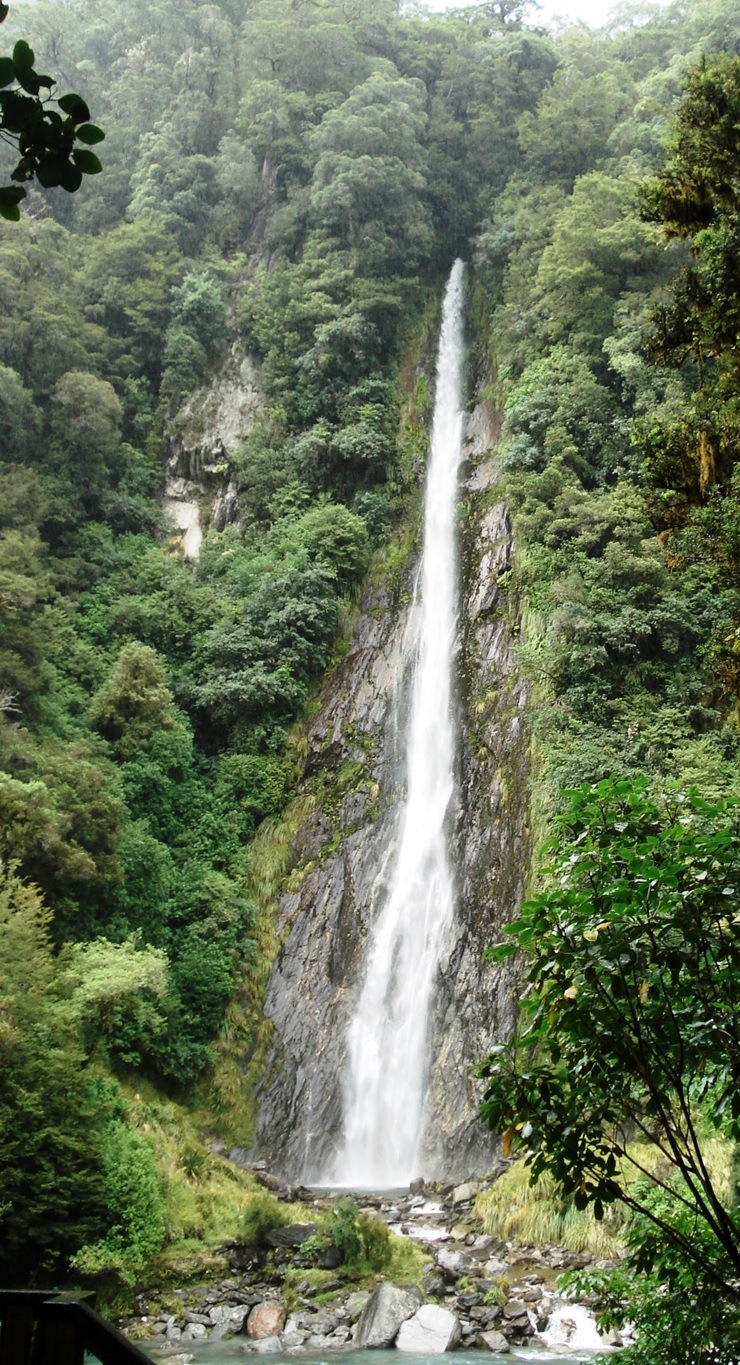
Thunder Creek Falls